# Malobytová kolonie Trávníčkova–Zubatého
Malobytová kolonie Trávníčkova–Zubatého je komplex čtyř nájemních domů v Brně-Zábrdovicích od architekta Josefa Poláška mezi ulicemi Vranovská, Zubatého, Jana Svobody a Trávníčkova. Komplex byl postaven podle návrhu architekta Josefa Poláška v letech 1930–1931 ve funkcionalistickém stylu.

## Popis
Jedná se o čtyři stejné pětipatrové domy postavené do čtverce kolem společného hřiště, každý z domů má dva vchody (Vranovská 510/22, Vranovská 508/26, Zubatého 464/4, Zubatého 463/6, Jana Svobody 507/17, Jana Svobody 506/15, Trávníčkova 483/5 a Trávníčkova 465/3). 
Nad každým vstupem jsou čtyři lodžie přístupné ze společné chodby. Do jednotlivých bytů se vcházelo ze schodiště, z jednoho schodiště je přístup do pěti bytů nebo do čtyř bytových jednotek a dvou svobodáren.
V každém domě se původně nacházelo 60 malých bytů o rozloze kolem 30–32 m², které byly rozděleny na předsíň, kuchyň a pokoj. Každý z bytů měl vestavěnou spíž a sociální zařízení (WC a sprchový kout). Poslední ustupující patro s plochou střechou bylo společné pro všechny nájemníky: v jedné části s terasou, v druhé s prádelnou, sušárnou a žehlírnou. Celková kapacita obytného bloku byly 200 bytů s jedním pokojem a 24 svobodáren. Celkové náklady na výstavbu činily sedm milionů korun a nájemné v třicátých letech 20. století se pohybovalo v rozmezí 150–160 Kč.

## Současný stav
Domy mají rozdílnou barvu fasády a netvoří tak jednotný architektonický celek a nejsou v moc dobrém stavu. Nejhůře je na tom patrně dům na Vranovské ulici, kde byla radnicí Brna-sever v roce 2020 zřízena recepce s domovníkem.